# Aphytoceros hollandiae
Aphytoceros hollandiae là một loài bướm đêm trong họ Crambidae.